# کفر کیده
کفر کیده یک منطقهٔ مسکونی در لبنان است که در استان جبل لبنان واقع شده‌است. کفر کیده ۲۰٬۰۰۰+ نفر جمعیت دارد و ۲۳۲ متر بالاتر از سطح دریا واقع شده‌است.